# Monti Ernici
Monti Ernici je menší pohoří v centrální části Itálie, v Laziu, zasahuje také do Abruzza. Leží přibližně 65 km jihovýchodně od Říma. Tvoří přírodní hranici mezi regiony Lazio a Abruzzo. Je součástí Subapenin.

## Geografie
Nejvyšší horou je Monte Passeggio (2 064 m). K dalším vrcholům s výškou přes 2 000 m náleží Pizzo Deta (2 041 m), Monte Fragara (2 006 m) a Monte Ginepro (2 004 m). Západní svahy pohoří jsou více členité a méně strmé, východní jsou naopak přímé a strmé. K největším okolním obcím náleží Alatri, Anagni, Ferentino a Veroli.